# Marek Karpiński
Marek Karpiński (ur. 15 lipca 1948 w Warszawie, zm. w styczniu 2024) – polski filolog, publicysta, urzędnik państwowy, działacz opozycji w okresie PRL, w 1995 rzecznik prasowy prezydenta RP Lecha Wałęsy. Syn Zbigniewa Karpińskiego, brat Wojciecha oraz Jakuba.

## Życiorys
Działał w harcerstwie w ramach „Czarnej Jedynki”. W 1967 ukończył VI Liceum Ogólnokształcące im. Tadeusza Reytana w Warszawie, po czym rozpoczął studia na Uniwersytecie Warszawskim. Za udział w protestach studenckich z okresu wydarzeń marcowych w 1968 został zatrzymany i relegowany z uczelni. Studiował następnie na Katolickim Uniwersytecie Lubelskim, ostatecznie ukończył polonistykę na UW w 1978. Był pracownikiem naukowym i doktorantem w Instytucie Studiów Politycznych Polskiej Akademii Nauk.
Od 1976 współpracował z Komitetem Obrony Robotników i Komitetem Samoobrony Społecznej „KOR”, w 1977 podpisał deklarację Ruchu Demokratycznego i był w gronie osób bezskutecznie próbujących założyć w Warszawie struktury SKS. Od drugiej połowy lat 70. działał w niezależnym ruchu wydawniczym, m.in. udzielał swojego mieszkania na drukarnię „Głosu”. Wstąpił do „Solidarności”, był kierownikiem wydawnictw związku w Regionie Mazowsze. 13 grudnia 1981 został internowany, zwolniono go 18 listopada 1982. W ośrodku odosobnienia na Białołęce wydawał niezależne pismo „Koniem przez Świat”. Utracił w tym czasie pracę w ISP PAN, był zatrudniony jako robotnik fizyczny, współpracował nadal z opozycją.
Od 1989 pracował jako redaktor w czasopismach kulturalnych, w latach 1990–1991 był rzecznikiem prasowym ministra kultury i sztuki, następnie został urzędnikiem w Kancelarii Prezydenta RP w okresie prezydentury Lecha Wałęsy. Od sierpnia do grudnia 1995 był podsekretarzem stanu i rzecznikiem prasowym prezydenta. Był jednym ze współzałożycieli Chrześcijańskiej Demokracji III Rzeczypospolitej Polskiej i członkiem władz krajowych tego ugrupowania. Pełnił funkcję wiceprezesa Instytutu Lecha Wałęsy (1995–2005), był rzecznikiem prasowym byłego prezydenta w trakcie kampanii wyborczej w 2000. Zawodowo zajmował się działalnością akademicką.